# 水野光太
水野 光太（みずの こうた、1975年9月21日 - ）は、日本の俳優。オフィスしゃぼん玉に所属している。愛知県出身。

## 出演作品

### 吹き替え
- アナとオットー
- アリゲーター/愛と復讐のワニ人間
- アンダー・ザ・スキン
- エアポート'02
- エンド・オブ・デイズ
- 案山子男2/復讐の雄叫び
- ギガンテス
- グッバイ、レーニン!
- 黒武者
- 13ゴースト
- ザ・ハリケーン
- シックス・デイ（ジョニー・フェニックス）
- シッピング・ニュース
- シマロン（ソル・レビー）
- ジャッカル
- ジョーイ/小さな冒険者
- セイブ・ザ・ラストダンス
- ターミネーター2（ダグラス）
- 大変な結婚
- タイムマイン
- ツイステッド
- デス・ヴィレッジ
- トルク
- ノー・グッド・シングス
- ノー・トゥモロー
- ノー・マンズ・ランド
- ハーモニーベイの夜明け
- バウンティ・キッド
- ピッチブラック（ジーク）
- ブロークン・アロー
- マン・オン・ザ・ムーン
- ラウンダーズ
- ラスト・ハーレム
- 乱気流/ファイナル・ミッション
- ルームメイト2
- レスリー・ニールセン 裸のサンタクロース（ルパート）
- ワイルド・スピードX2
- ワンダー・ボーイズ

### アニメ
- フランクリン[1]